# ActiveState Komodo
ActiveState Komodo — выпускаемая канадской компанией ActiveState программа для разработки программного обеспечения на динамических языках программирования. В 2007 разделилась на два продукта: коммерческую среду разработки программного обеспечения Komodo IDE и свободный текстовый редактор Komodo Edit. Оба продукта выпускаются для трёх операционных систем: Linux, Mac OS X и  Windows. Недавно компания ActiveState открыла исходный код и прекратила поддержку продукта, переложив эту задачу на сообщество разработчиков Open Komodo IDE. 

## Возможности
- Мощный редактор, поддерживающий подсветку синтаксиса, автодополнения, работу с различными кодировками и концами строк.
- Поиск и замена как в текущем файле, так и в произвольных файлах.
- Проверка синтаксиса.
- Группировка файлов.
- Отладчик и профилировщик.
- Клиент для систем контроля версий.
- Возможность установки дополнений.
- Rx Toolkit — средство составления регулярных выражений.
- HTTP Inspector.

### Поддерживаемые языки
Komodo Edit обеспечивает подсветку синтаксиса и сворачивание блоков для разнообразных языков, в том числе:
- программирования — Ada, bash, BASIC, C (в том числе C++, C#), Cobol, Erlang, Forth, Fortran, Haskell, Java, JavaScript (также ActionScript, CoffeeScript), Lua, Lisp, Pascal, Perl, PHP, Python, Ruby, Tcl,
- разметки — CSS (включая LESS и Sass/SCSS), HTML, LaTeX, XML (в том числе XSLT, XUL), JSON, YAML, вики-разметки (Markdown, reStructuredText, TracWiki), конфигурационных файлов Apache, ini-файлов,
- шаблонов — Embedded Perl, Mason, RHTML, Smarty, Template Toolkit.

Komodo IDE также содержит отладчик и проверку синтаксиса для Perl, PHP, Python, Ruby, Tcl, JavaScript.